# Presidència de Bengala

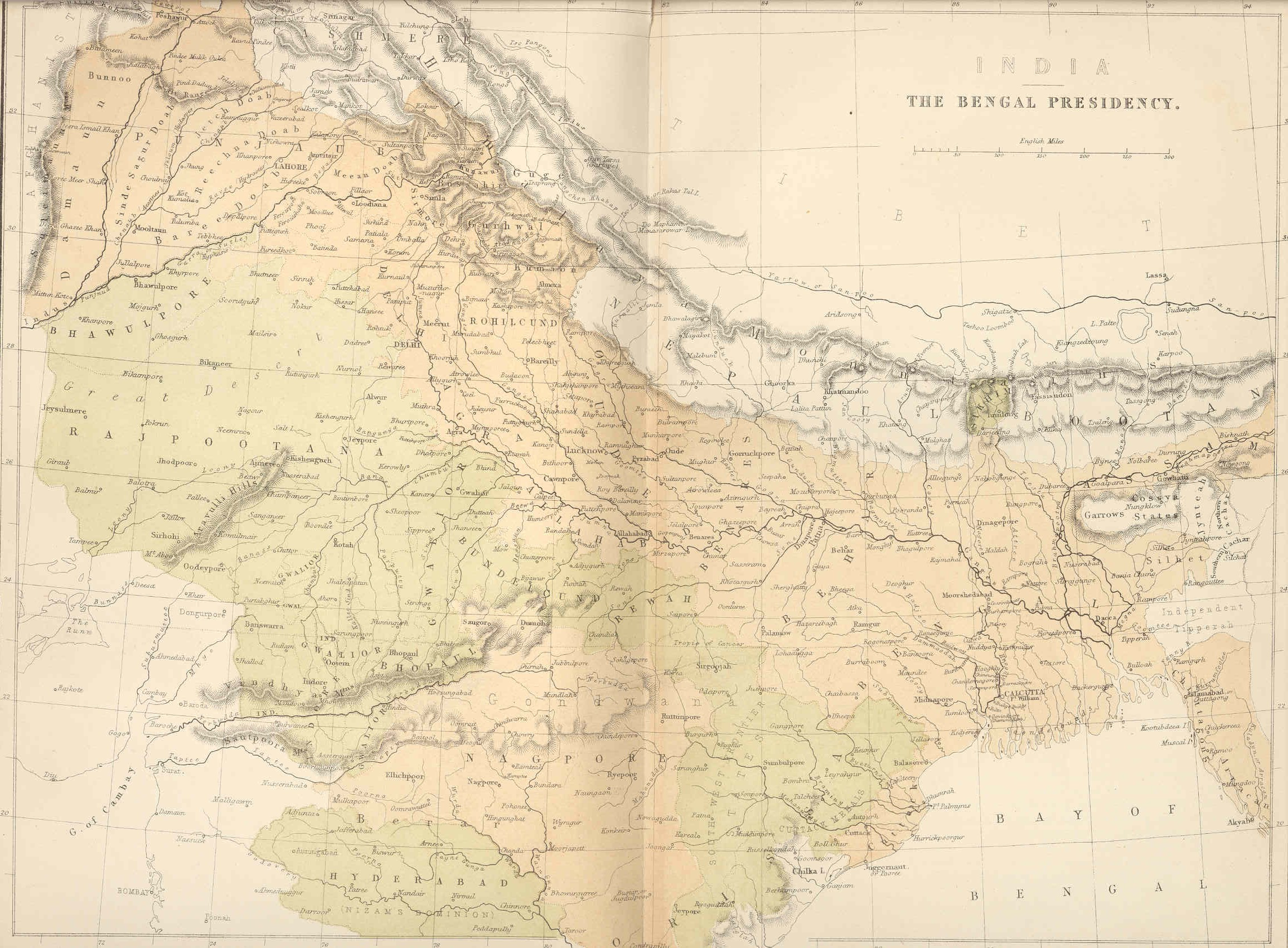
Presidència de Bengala en la seva màxima extensió (1858)

La presidència de Bengala fou una gran divisió de l'Índia Britànica. Estava formada per extensos territoris, abraçant la província de Bengala pròpia, Bihar, Jharkhand, Orissa, i al segle xix, tot el nord-est amb el gran Assam, i els estats de Tripura i Manipur i nominalment les Províncies del Nord-oest, Panjab i Oudh. La presidència fou establerta el 1765. La capital fou Calcuta.

## Establiment britànic
Els primers comerciants europeus a Bengala foren els portuguesos que es van establir a Chittagong i Satgaon vers el 1530. El 1586 Ralph Fitch informava que estaven ben establerts a Hooghly-Chinsurah. El 2 de febrer de 1634 els britànics van obtenir permís de l'emperador per establir factories a Bengala, a Hooghly-Chinsurah, Balasore, Kasimbazar i Patna. El 1642 la primera factoria britànica a Orissa fou oberta a Balasore. El 1658 es va establir la factoria d'Hugli i el 1659 un firman imperial donat a un metge britànic de nom Boughton que havia curat a l'esposa de l'emperador va facilitar la tasca als britànics i es van obrir les de Kasimbazar i Patna i pocs anys després una altra a Dhaka. El 1658 el grup de factories, fins aleshores cadascuna amb un govern separat, foren posades sota dependència del govern de Fort Saint George a Chennai.

## Formació de la presidència
La companyia Britànica de les Índies Orientals tenia diverses factories a Orissa, Bihar i Bengala. Aquestes factories es van agrupar i van passar a dependre de Chennai el 1658; el 1676 van formar els establiments de Bengala com a unitat comercial, i després, el 1681 van constituir l'agència de Bengala (govern polític i comercial) que el 1682 fou inclosa en la Presidència de Coromandel i dels Establiments de Bengala. Degut a les exaccions dels oficials del nawab de Murshidabad, el governador mogol semi independent de Bengala, hi va haver diversos incidents, i en un parell d'aquestos, Job Charnock va ocupar la part nord de la moderna Calcuta temporalment el 1686 i definitivament el 1690.
El 1676 les factories de Bengala van formar un districte comercial amb Hooghly-Chinsurah per capital; el 3 de setembre de 1681 Bengala es va constituir en agència de la Companyia Britànica de les Índies Orientals (Agència de Bengala).
L'agència va quedar integrada el 17 de juliol de 1682 dins una nova entitat anomenada presidència de Coromandel i dels Establiments de Bengala que va existir fins al 1694. A causa de les exaccions dels oficials del nawab, Job Charnock va ocupar la part nord de la moderna Calcuta temporalment el 1686 i definitivament el 1690.
El govern d'aquests territoris (presidència de Coromandel i dels Establiments de Bengala) fou transferit a Madras fins al 1698 en què es van comprar tres pobles (Calcuta, Sutanuti i Gobindpur) a canvi d'un tribut, i de facto fins al 26 de maig de 1700, quan es va crear oficialment l'anomenada presidència de Fort William a Bengala. El 1717 la compra de 1698 fou ratificada i ampliada a 38 pobles més amb un pagament de 8121 rúpies any. Aquesta presidència va existir realment fins al 1854 i teòricament fins al 1912.
La construcció del fort es va iniciar el 1698 sota supervisió de John Goldsborough. Sir Charles Eyre va construir el bastió del sud-oest el 1701; John Beaed, successor de Sir Charles Eyre, hi va afegir el bastió del nord-est el 1702 i va iniciar la construcció del Government House al centre del fort. La construcció del vell fort va durar fins al 1706 i les darreres obres es van fer el 1710. El 1717 la compra de pobles del 1698 fou ratificada i ampliada a 38 pobles més amb un pagament de 8121 rúpies any.
L'anomenat nou fort William fou construït mig segle després; fou iniciat per Robert Clive el 1758, després de la batalla de Plassey (1757) i acabat el 1781. Tenia 3 km en direcció nord-sud i 1 km d'est a oest, amb forma octogonal amb tres costats mirant al riu Hugli. El vell fort va esdevenir estació de duanes el 1766.
El 1756 el nawab Shuja al-Dawla es va alarmar en veure que els anglesos fortificaven Calcuta sense permís (a causa de la rivalitat amb França que havia establert una posició a Chandernagore el 1688). Calcuta fou atacada i conquerida i es va produir la coneguda matança del Forat Negre. Un contingent fou enviat immediatament des de Madras dirigit per Robert Clive, que el 1757 va avançar cap a Murshidabad la capital del nawab. Aquest li va sortir al pas a Plassey però fou derrotat decisivament i Mir Jafar proclamat nou nawab al seu lloc sota control de la compànyia. El 1760 Mir Jafar fou enderrocat pel seu gendre Mir Kasim que aviat es va mostrar exasperat per les exigències de la companyia i dels seus oficials, i va iniciar hostilitats però fou derrotat en dues batalles i va fugir cap a Oudh. Va obtenir l'ajut de l'emperador mogul Shah Alam III i del nawab Shudja al-Dawla d'Oudh); l'exèrcit aliat dirigit per Mir Kasim fou derrotat a Buxar el 23 d'octubre de 1764 pel major britànic Hector Munro que manava 857 soldats europeus i 6.213 nadius. Aquesta victòria va assegurar Bengala als britànics. L'autoritat civil a Bengala, Bihar i Orissa fou cedida per l'emperador a la Companyia, a perpetuïtat en el tracat de 1765.

## Presidència i govern general
Mir Jafar fou restaurat al tron de Bengala (1765) amb l'anomenada administració dual: els nawabs haurien de complir els acords de la companyia, cobrar els impostos i atendre la defensa del país, mentre els britànics portarien l'administració comercial i civil; els impostos foren recaptats pels naib-nawabs (ajudants del nawab). El sistema no fou satisfactori i el poble havia de pagar més del que podia i la recaptació va baixar. El 1769 i 1770 hi va haver una gran fam, i es creu que va morir un terç de la població. El 1770 es va abolir el poder del nawab i es van fer algunes proves sobre el govern (1770-1774). En aquestos darrers nou anys l'ampliació de territoris provocat per la victòria de Baxar del 1764 amb la cessió formal de sobirania de l'emperador (1765) i l'abolició de la dinastia governant de facto, els nawabs de Murshidabad, el 1770, va desplaçar el centre de govern de l'Índia de Chennai a Calcuta (1770). El 1774 es va crear un govern general de l'Índia per al governador de Bengala a Calcuta; això el govern general i el govern de Bengala (formalment presidència de Bengala) formaven de facto el mateix govern.
El 1836 la presidència de Bengala fou dividida en dos parts: Fort William a Bengala i Agra a les Províncies del Nord-oest; en aquesta darrera fou nomenat un tinent-governador subordinat mentre el governador general continuava administrant la resta. El governador general va ser autoritzat, quan estava absent de la província, a nomenar un subgovernador entre els membres del seu consell, amb autoritat només sobre Bengala, sistema que va restar en funcionament fins al 1854 quan el governador general i els governador de consell foren rellevats de l'administració directa i es va formar el govern de Bengala, una presidència sense president, amb les subprovíncies de Bengala, Bihar, Orissa i Chota Nagpur a més del comissariat d'Assam, sota un tinent-governador. Es donava el cas que el governador general estava molt sovint fora de Bengala, a Bombai, Chennai, Aden, Birmània, l'Índia occidental i Europa, i l'administració l'havia de portar el governador de consell, que era el membre més vell del consell i, per tant, subjecte a freqüents canvis, i la presidència no tenia una continuïtat de govern.

## Província/presidència
La província de Bengala fou una divisió administrativa de l'Índia Britànica.
El nom s'aplica a diferents conceptes: la província/presidència (1854-1905), la província occidental (del 1905 al 1912), la província amb límits reduïts (del 1912 al 1937) i la divisió de la presidència i de la provincia occidental (1854 a 1912).

### Antecedents
La presidència de Fort William a Bengala es va crear el 1700; el 1765 va adquirir l'administració civil de la província mogol de Bengala i Bihar i el 1870 s'aboliren els drets dels nawabs de Murshidabad com a delegats de l'Imperi Mogol. Durant aquests anys la presidència es va administrar en forma autònoma, però el 1774 la presidència de Bengala i el govern general de l'Índia quedaren unificats en una sola persona. Bengala legalment restà una presidència però sense president. El 1803 li fou incorporada Orissa, adquirida dels marathes. Del governador de Bengala i, per tant, també del governador de l'Índia van dependre un gran nombre de territoris adquirits pels britànics a l'Índia (Ajmer (1818), Assam (1826), les províncies superiors (1801-1817) després Províncies del Nord-oest el 1836, Panjab (1849), Nagpur (1853) després Províncies Centrals el 1861, i Oudh (1856), aquest darrer agregat de les Províncies del Nord-oest per formar les Províncies Unides d'Agra i Oudh)
Progressivament es van anar formant províncies. La primera gran divisió fou el 1836 quan les anomenades Províncies Superiors van esdevenir les Províncies del Nord-oest amb capital a Agra; Assam fou per un temps un estat tributari (1832-1838); el 1849 es va crear la província del Panjab, i el 1853 el gran principat maratha de Nagpur va ser annexionar i va formar la província de Nagpur (que unit a altres territoris va formar les Províncies Centrals el 1861 de la que va dependre Ajmer). El 1854 s'establí per la resta del territori encara no separat un govern per Bengala, diferent del govern general de l'Índia, i fou llavors quan la presidència començà a ser anomenada Província de Bengala o Baixa Bengala, car disposà d'una administració de tipus provincial. Nominalment el governador (tinent-governador) de Bengala tenia autoritat sobre les altres províncies que s'havien anat formant, però en la pràctica només tingué autoritat sobre Assam fins al 1874.
La Baixa Bengala o província de Bengala estava dividida en cinc subprovíncies o divisions: Bengala (pròpia), Bihar, Orissa, Chota Nagpur, i el comissariat d'Assam (aquest darrer del 1854 al 1874 car després va esdevenir província separada). Així doncs la província estava formada per una subprovíncia o divisió amb el mateix nom que la província. La presidència tenia una superfície d'uns 350.000 km² i una població d'uns 90 milions de persones i la divisió de 45.330 km² i 8.993.028 habitants (el 1872 eren 7.427.343 i el 1881 8.211.986 habitants). Estava sota autoritat d'un comissionat amb seu a Calcuta i la formaven dis districtes:
- Districte de 24 Parganas
- Districte de Calcuta (oficialment no formava part de la divisió però si de fet)
- Districte de Nadia
- Districte de Murshidabad
- Districte de Jessore
- Districte de Khulna

El 50% eren hindús i el 49% musulmans; la resta eren cristians, animistes, budistes, jainistes i brahmos. Hi havia 46 ciutats i 20.496 pobles, sent les principals poblacions Calcuta amb els suburbis de Cossipore-Chitpur, Maniktla, Garden Reach, South Suburbs i Baranagar; Samtipur, Krishnagar, Berhampore, Naihati i Bhatpara. També cal esmentar Nawadwip, antiga capital dels sena i Murshidabad, seu dels nawabs mogols.
El territori, geogràficament designat com Bengala Central equivalia a l'antic regne de Banga o amatata i a la divisió de Bagri o Bagdi de la dinstia sena, tnient a l'oest el Bhagirathi i a l'est el Madhumati

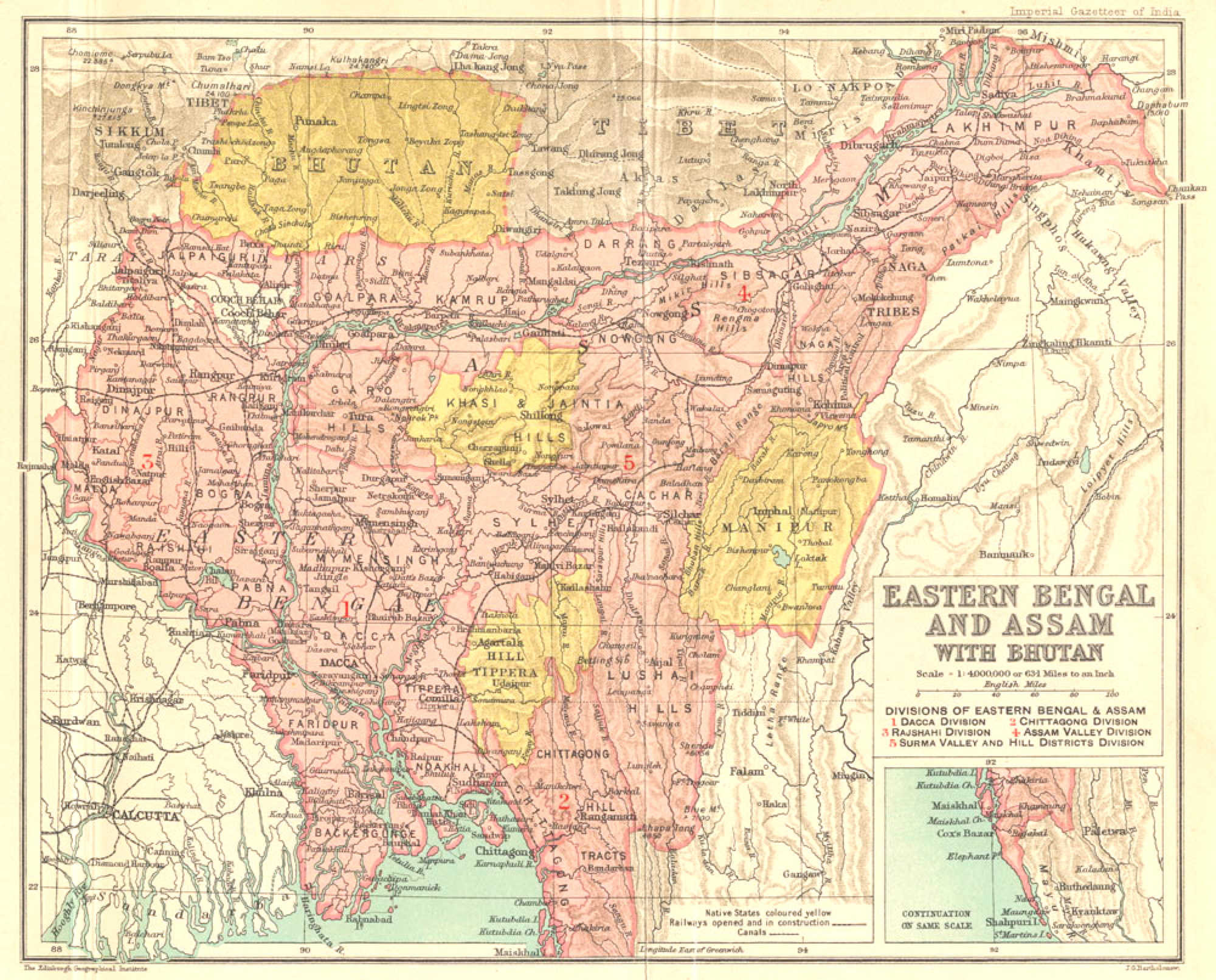
Mapa de Bengala Oriental i Assam.

Després de la divisió de la presidència el 1905 en dos grans províncies, Bengala Oriental i Assam i la província de Bengala (occidental), aquesta darrera va quedar formada per trenta-tres districtes: Burdwan, Birbhum, Bankura, Midnapur, Hughli, Howrah, 24 Parganas, Calcuta, Nadia, Murshidabad, Jessore, Khulna, Patna, Gaya, Shahabad, Saran, Champaran, Muzaffarpur, Darbhanga, Monghyr, Bhagalpur, Purnia, Santhal Parganas, Cuttack, Balasore, Angul i Khondmals, Pun, Hazaribagh, Ranchi, Palamau, Manbhum, Singhbum i Sambalpur, i els estats tributaris de Sikkim, els diversos d'Orissa i els diversos de Chota Nagpur (en aquestes dues darreres províncies hi havia un total de 24 estats tributaris). Dintre d'aquesta província de Bengala quedaven les divisions de Bengala pròpia (o divisió de la Presidència), Bihar, Orissa i Chota Nagpur. Corresponien a la Bengala pròpia el 1905, 219445 km², incrementats amb uns 130.000 km² el 1912 a reincorporar-se la part oriental.

### Administració
El tinent governador estava assistit per cinc ajudants, tres encarregats de l'administració civil i dos de les obres públiques.
Administrativament Bengala estava dividida en nou divisions cadascuna amb un comissionat, cinc a la Bengala pròpia (Burdwan, Presidency, Rajshahi, Dacca, i Chittagong) dos a Bihar (Patna i Bhagalpur) i Orissa i Chota Nagpur formen per a si mateixes una divisió amb comissionat. Cada subdivisió estava dividida en districtes regits per magistrats i col·lectors excepte els no regulats que estaven regits per subcomissionats. El 1905 hi havia 47 districtes (exclosa Calcuta i rodalia i Sambalpur, eren 45 el 1881 també exclosa Calcuta i rodalia) que es van reduir a 33 (inclosa Sambalpur) després de la partició i van ser 48 (amb sambalpur) altre cop el 1912 afegint a més a més els districtes d'Assam efímerament. Cada districte estava dividit en dues o més subdivisions administrades per Magistrats de Districte; entitats de les subdivisions estaven administradores per un adjunt, assistent o submagistrat (excepte la de la capital de subdivisió que estava administrada pel governador de tota la subdivisió); el nombre total de subdivisions era 134. Finalment cada subdivisió estava dividida en thanes o cercles policials que eren 569. Fiscalment estava dividida en parganes derivades dels musulmans que no tenien altra finalitat que la recaptació. La unitat inferior eren els panchdyats, o pobles.

### Divisions i Districtes
- Divisió de Burdwan
  - Burdwan
  - Birbhum
  - Bankura
  - Midnapur
  - Hughli
  - Howrah
- Divisió de Presidency (Presidència)
  - 24 Parganas
  - Calcuta
  - Nadia
  - Murshidabad
  - Jessore
  - Khulna
- Divisió de Rajahshi
  - Rajahshi
  - Dinajpur
  - Jalpalguri
  - Darjeeling
  - Kangpsar
  - Bogra
  - Pabna
- Divisió de Dacca
  - Dacca
  - Mymmmaing
  - Faridpur
  - Bakergunge
- Divisió de Chittagong
  - Tippera (Tripura)
  - Nuakhali
  - Chittagong
  - Chittagon Hill Tracts
- Divisió de Patna
  - Patna
  - Gaya
  - Shahabad
  - Saran
  - Champaran
  - Muzaffarpur
  - Darbhanga
- Divisió de Bhagalpur
  - Monghyr
  - Bhagalpur
  - Purnia
  - Santhal Parganas
- Divisió d'Orissa
  - Cuttack
  - Balasore
  - Angul i Khondmals
  - Puri
- Divisió de Chota Nagpur (Chhota Nagpur)
  - Hazaribagh
  - Ranchi
  - Palamau
  - Manbhum
  - Singhbum
  - Sambalpur (agregat el 1905 abans de les Províncies Centrals)
- Estats tributaris
  - Sikkim
  - Estats tributaris d'Orissa
  - Estats tributaris de Chota Nagpur
  - Coch Behar
  - Tripura (Hill Tripura)

El 16 d'octubre de 1905, es van separar les divisions de Dacca, Chittagong i Rajshahi (exclòs el districte de Darjeeling), el districte de Malda, i l'estat de Tripura, amb 130.000 km² i 25.000.000 d'habitants, i foren units a la província d'Assam per formar la província de Bengala Oriental i Assam. Al mateix temps cinc estats natius, Jashpur, Surguja, Udaipur, Korea i Chang Bhakar, foren transferits de Bengala a les Províncies Centrals i el districte de Sambalpur, excepte dos zamindaris i els estats de parla oriya de Patna, Kalahandi o Karond, Sonpur, Bamra, i Kairakhol foren agregats a la nova província de Bengala o Bengala occidental (incloses Bihar, Orissa i Chota Nagpur).
Així es va formar una província sota un tinent governador amb 508696 km² dividits així:
- Bengala pròpia 219445 km²
- Bihar 115148 km².
- Orissa 62952 km²
- Chota Nagpur 111667 km²

Del total 408691 km² eren territori britànic i uns 100000 km² eren estats nadius (Cooch Behar, Sikkim, Tripura i els estats d'Orissa i Chota Nagpur).
Bengala Oriental i Assam fou reincoporada a Bengala el 1912, i llavors se'n van separar Bihar i Orissa (amb Chota Nagpur) el 1912, i Assam el 1917. Amb la creació de noves províncies la presidència formal va deixar d'existir i en endavant fou la província de Bengala.
L'1 d'abril de 1937 es va tornar a anomenar com a Presidència i fou dotada d'autonomia interna limitada fins al 1947. El govern va estar en mans primer de la Lliga Musulmana de l'Índia (1937-1943) i després de la facció de la Lliga Musulmana de la Província de Bengala (1943-1947). El 1947 un referèndum va establir novament la divisió del territori: la part oriental va votar massivament per la seva incorporació al futur Pakistan; el districte de Sylhet a Assam, que també va votar en el mateix sentit fou agregat a Bengala Oriental, on es va formar un govern provisional fins a la independència (prevista per al cap de dos mesos) dominat per la Lliga Musulmana de la Província de Bengala; la resta de Bengala, anomenada Província de Bengala Occidental, va formar un govern provisional dirigit pel partit del Congrés de l'Índia; aquesta província fou convertida un temps després de la independència en el que avui és l'estat de Bengala Occidental a l'Índia, mentre la Bengala Oriental va formar el Pakistan Oriental dins de Pakistan, i el 1960 fou una de les dues províncies de Pakistan (l'altra fou Pakistan Occidental) fins al 1971 quan es va fer independent amb el nom de Bangladesh després d'una curta guerra i amb suport de l'Índia.